# Jock Hutton
Pour les articles homonymes, voir Hutton.
Ne doit pas être confondu avec John Hutton Balfour, John Hutton ou John Hutton (écrivain).
John Hutton, couramment appelé Jock Hutton, est un footballeur international puis entraîneur écossais, né le 29 octobre 1898 et mort le 2 janvier 1970. Évoluant au poste de défenseur, il est particulièrement connu pour ses saisons à Aberdeen et aux Blackburn Rovers. Il compte dix sélections pour un but inscrit en équipe d'Écosse.

## Biographie

### Carrière en club
Jock Hutton s'engagea pour Aberdeen après la Première Guerre mondiale et joua son premier match avec les Dons en 1919. Jouant initialement comme attaquant, il se reconvertit ensuite comme défenseur. 
En octobre 1926, il quitta le championnat d'Écosse pour l'Angleterre en s'engageant pour les Blackburn Rovers, à l'occasion d'un transfert d'un montant de 6 000 £, ce qui constituait un record pour l'époque. Avec son nouveau club, il remporta une FA Cup en 1928 en battant Huddersfield Town. Il arrêta sa carrière en 1933 puis se reconvertit en entraîneur, dirigeant l'équipe irlandaise de Linfield dans les années 1940.

### Carrière internationale
Jock Hutton reçoit dix sélections en faveur de l'équipe d'Écosse. Il joue son premier match le 3 mars 1923, pour une victoire 1-0, au Windsor Park de Belfast, contre l'Irlande en British Home Championship. Il reçoit sa dernière sélection le 25 février 1928, pour une défaite 0-1, au Firhill Stadium de Glasgow, contre l'Irlande en British Home Championship. Il inscrit un but lors de ses dix sélections. Il participe avec l'Écosse aux British Home Championship de 1923, 1924, 1926, 1927 et 1928.

#### Buts internationaux
| no | Date            | Lieu                       | Adversaire     | Score final | Compétition               |
| -- | --------------- | -------------------------- | -------------- | ----------- | ------------------------- |
| 1  | 29 octobre 1927 | Racecourse Ground, Wrexham | Pays de Galles | 2-2         | British Home Championship |

## Palmarès

### Comme joueur
- Blackburn Rovers :
  - Vainqueur de la FA Cup en 1928
  - Finaliste du Charity Shield en 1928